# Joseph Kittinger
Joseph William Kittinger II (Tampa, 27 de Julho de 1928 – Flórida, 9 de dezembro de 2022) foi um piloto da força aérea dos Estados Unidos. Ele ficou famoso por participar do projeto Excelsior onde ele saltou de um balão de hélio de uma altitude de 31 300 m (102 800 pés), no dia 16 de agosto de 1960. Em 2012, a propósito da missão "Red Bull Stratos", foi o principal contato de rádio entre o solo e a cápsula onde se encontrava Felix Baumgartner, enquanto subia em direção ao espaço, antes de realizar o salto mais alto de sempre.

## O Projeto Excelsior
Kittinger foi designado pelo Aerospace Medical Research Laboratories da base aérea de Wright-Patterson AFB em Dayton, Ohio, para o Projeto Excelsior. O projeto consistia em uma série de saltos, para testarem o sistema Beaupre de paraquedas de multi-estágios que fosse confiável após uma ejeção a grandes altitudes e a velocidades supersônicas.

## O salto
No dia 16 de Agosto de 1960, ele realizou o salto final, o Excelsior III a 31 300 m (102 800 pés). Ele ficou em queda livre por 4 minutos e 36 segundos e alcançou a velocidade máxima de 988 km/h (614 milhas por hora) antes de abrir seu pára-quedas a 5 500 m (18 000 pés). Ele bateu os recordes para a maior altitude alcançada por um balão, maior altitude de um salto de paraquedas, maior queda livre e maior velocidade atingida por um homem através da atmosfera. O tempo total do salto durou 13 minutos e 45 segundos e Kittinger foi exposto a temperaturas de até -70 Celsius. De acordo com Kittinger, ele quebrou a barreira do som chegando a 1 148 km/h (714 milhas por hora) durante seu famoso salto.
Além do fato de certas fontes não confirmarem que Kittinger chegou a quebrar a barreira do som, existem também divergências de que o salto de Kittinger não foi uma queda livre real, já que ele usou um pequeno paraquedas, que se abriu 13 segundos após pular da gôndola, para estabilizar sua queda. Kittinger teria percorrido então cerca de 25 800 m de queda livre. Há também o fato de que o salto foi para fins militares, o que não consta como recorde.
De acordo com o Guinness book of records, Eugene Andreev (USSR) detém o recorde oficial da FAI (Fédération Aéronautique Internationale) de maior queda livre. No dia 1 de novembro de 1962, perto da cidade de Volsk, Andreev percorreu a distância de 24 500 m, depois de pular de uma altitude de 25 458 m (83 523 pés) e só abrindo seu paraquedas a 958 m do solo. Andreev aterrissou com segurança perto da cidade de Saratov.
Em 1984, ele se tornou a primeira pessoa a fazer uma travessia solo do Oceano Atlântico em um balão a gás.

## Morte
Kittinger morreu em 9 de dezembro de 2022 na Flórida, aos 94 anos de idade, devido a um câncer de pulmão.